# لانگن‌آرگن
لانگنارگن (به آلمانی: Langenargen) یک شهر در آلمان است که در بودنسیکرایس واقع شده‌است. لانگنارگن ۷٬۵۷۳ نفر جمعیت دارد.

## خواهرخوانده
شهرهای اربون، سوئیس و نولی خواهرخوانده‌های لانگنارگن هستند.